# Eugeniusz Juretzko
Eugeniusz Emanuel Juretzko (ur. 25 grudnia 1939 w Radzionkowie, zm. 16 stycznia 2018 w Lublińcu) – polski duchowny rzymskokatolicki, oblat, pierwszy biskup diecezjalny diecezji Yokadouma w Kamerunie.

## Życiorys
Urodził się 25 grudnia 1939 w Radzionkowie. W 1961 w Wyższym Seminarium Duchownym Misjonarzy Oblatów M.N. w Obrze złożył śluby wieczyste. Święcenia prezbiteratu przyjął 16 maja 1964 w archikatedrze poznańskiej z rąk arcybiskupa Antoniego Baraniaka, metropolity poznańskiego. Po święceniach odbył roczny staż w parafii św. Stanisława Kostki w Lublińcu. W 1965 został przeniesiony do parafii św. Eugeniusza de Mazenod w Kędzierzynie-Koźlu, zaś w następnym roku został duszpasterzem w parafii św. Jakuba w Obrze.
Od 1970 pracował jako misjonarz w kameruńskiej diecezji Garoua. W 1979 został przełożonym polskiej delegatury misyjnej w Kamerunie, zaś w 1982 wikariuszem generalnym archidiecezji.
20 maja 1991 papież Jan Paweł II mianował go biskupem diecezjalnym nowo utworzonej diecezji Yokadouma w Kamerunie. Święcenia biskupie otrzymał 8 września 1991. Jako biskup wybudował około 60 szkół podstawowych, szpital i 16 przychodni.
25 kwietnia 2017 złożył rezygnację z urzędu na ręce papieża Franciszka, która została przyjęta. Jego następcą na stolicy biskupiej został Paul Lontsié-Keuné.
Po powrocie do Polski zamieszkał w klasztorze oblatów w Lublińcu. W 2019 został pośmiertnie odznaczony przez prezydenta RP Andrzeja Dudę Złotym Krzyżem Zasługi, za zasługi w działalności na rzecz osób potrzebujących pomocy i wsparcia''.